# Edi Gathegi
Edi Mue Gathegi (Nairobi, 10 maart 1979) is een geboren Keniaanse, maar in de Verenigde Staten opgegroeide acteur. Hij maakte in 2006 zijn film- en acteerdebuut als taxichauffeur in de actiefilm Crank. Later was hij te zien als onder meer het personage Laurent in zowel Twilight (2008) als The Twilight Saga: New Moon (2009), allebei verfilmingen van delen uit de gelijknamige boekenreeks van Stephenie Meyer.
Gathegi wordt gecast voor het spelen van personages van uiteenlopende pluimage. Zo speelt hij in Gone Baby Gone een van kindermoord verdachte drugsdealer, in My Bloody Valentine een politieagent die zelf juist probeert de identiteit van een moordenaar te achterhalen en in de Twilightfilms een bovennatuurlijk wezen, een vampier. Daarnaast is Gathegi te zien in verschillende televisieseries. Hij speelde wederkerende personages in Lincoln Heights en House en had eenmalige gastrollen in onder meer Veronica Mars, CSI: Miami en Life on Mars.

## Filmografie
*Exclusief televisiefilms
- Superman (2025)
- Aporia (2023)
- The Harder They Fall (2021)
- Caged (2021)
- The Last Thing He Wanted (2020)
- Princess of the Row (2019)
- Better Start Running (2018)
- Pimp (2018)
- The Watcher (2016)
- Criminal Activities (2015)
- Aloha (2015)
- This Isn't Funny (2015)
- X-Men: First Class (2011)
- The Twilight Saga: New Moon (2009)
- My Bloody Valentine (2009)
- This Is Not a Movie (2009)
- Twilight (2008)
- Gone Baby Gone (2007)
- The Fifth Patient (2007)
- Death Sentence (2007)
- Crank (2006)

## Televisieseries
*Exclusief eenmalige gastrollen
- The Blacklist: Redemption – Matias Solomon (2017-...)
- The Blacklist – Matias Solomon (2015-2016, dertien afleveringen)
- House - Dr. Jeffrey 'Big Love' Cole (2007, zeven afleveringen)
- Lincoln Heights – Boa (2007, drie afleveringen)
- The Startup - Ronald Dacey (2016-2018)

- International Standard Name Identifier: 0000 0003 5959 7449
- Library of Congress Control Number: no2011185841
- Virtual International Authority File: 220607786
- WorldCat: E39PBJf4d8PHCJ7WtYBk4xd84q